# Red Bull Air Race World Championship
La Red Bull Air Race World Series (abreviada RBAR) es un campeonato de aeronáutica que combina la competición de velocidad con la acrobática entre aviones deportivos. Fue concebido en el año 2003 por la empresa Red Bull, y se desarrolla mediante nueve pruebas en nueve ciudades diferentes: Río de Janeiro (Brasil), Abu Dabi (Emiratos Árabes Unidos), San Diego (Estados Unidos), Ontario (Canadá), Oporto (Portugal), Budapest (Hungría) y Barcelona (España).

## Reglas
Consiste principalmente en carreras de aviones acrobáticos monoplaza levemente modificados (Actualmente: MXS-R, MX2 y Zivko Edge 540), y los pilotos deben hacer un recorrido pasando por medio de un circuito compuesto por una serie de pilones hinchables (también llamados "gates" o "puertas") situados flotando en el agua o anclados al suelo de a pares, donde el piloto debe pasar por entre los pilones, o individualmente, donde el piloto debe rodear cada uno en Slalom. Gana el piloto que completa el circuito en menor tiempo y con menos o ninguna penalización. El piloto con más puntos acumulados al final gana la prueba. El sistema de cronometraje de la prueba consta de varios dispositivos láser colocados en las puertas de aire, se activa cuando el piloto cruza la línea de salida y se detiene cuando pasa por la línea de meta.

### Penalizaciones
- PASARSE DE Gs  Se incurre en esta penalización cuando el piloto supera las 11Gs, pero no superó los 12Gs para los pilotos de Master Class, o menos de 11G para los pilotos de la Challenger Class.  + 1 Segundo
- PASARSE DE Gs MÁXIMAS  Se incurre en esta penalización cuando un piloto Master Class alcanza las 12Gs, o cuando un piloto de la Challenger Class alcanza 11Gs.  DNF (Did Not Finish - No Acabó)
- SUPERAR EL LIMITE DE VELOCIDAD DE INICIO   Se incurre en esta infracción cuando el piloto supera la velocidad  de entrada de 200kts al pasar la Puerta de Inicio. Por superarla por debajo de 1.99kts supone 1 segundo de penalización, sino es un DNF.  +1 segundo / DNF
- SALIRSE DE LA PISTA  Cuando el piloto se desvía y se salé de la pista, se para la carrera.  DNF
- PENALIZACIÓN POR PESO  Se incurre en esta penalización cuando el piloto no alcanza el peso mínimo requerido de 696 kilos .  DQ (Descalificación)
- GOLPE A UN PILON  Se incurre en esta penalización cuando el avión toca un pilón.  1.er golpe a un pilón: + 3 segundos   2º golpe a un pilón: + 3 seconds  3er golpe a un pilón: DNF
- NIVEL DE VUELO INCORRECTO  Se incurre en esta penalización cuando se pasa una puerta con un ángulo o ascendiendo/descendiendo.  + 2 segundos
- HUMO INSUFICIENTE  Se incurre en esta penalización cuando se vuela sin humo suficiente. El sistema de humo debe estar encendido durante la totalidad de la vuelta al circuito.  + 1 segundo
- VOLAR MUY ALTO/BAJO  Se incurre en esta penalización cuando se vuela por encima o por debajo de la ventana de vuelo.  + 2 segundos
- INCORRECTA MANIOBRA DE GIRO VERTICAL  Se incurre en esta penalización cuando el piloto se desvía de la maniobra requerida. Si se hace en exceso, puede recibir un DNF (No Acabó).  + 1 Segundo/DNF

### Puntuación
La puntuación dada se basa en la posición que se ocupa en cada prueba. El ganador de la carrera es el piloto que saldrá clasificado en el primer puesto en la última sesión de vuelo.

#### Master Class
El campeón del mundo de la Red Bull Air Race es el piloto de la Master Class que más puntos ha ganado en la temporada del Campeonato del Mundo de la Red Bull Air Race. El ganador es coronado Campeón del Mundo en la última carrera del año.
En clasificación:
| Posición | 1° | 2° | 3° |
| -------- | -- | -- | -- |
| Puntos   | 3  | 2  | 1  |

En carrera:
| Posición | 1° | 2° | 3° | 4° | 5° | 6° | 7° | 8° | 9° | 10° | 11° | 12° | 13° | 14° |
| Puntos   | 25 | 22 | 20 | 18 | 14 | 13 | 12 | 11 | 5  | 4   | 3   | 2   | 1   | 0   |
| -------- | -- | -- | -- | -- | -- | -- | -- | -- | -- | --- | --- | --- | --- | --- |

##### Challenger Class
Los puntos de la Copa Challenger son otorgados al final de cada carrera, y ayudará a determinar el ganador de la Copa Challenger al final de la temporada. Seis pilotos de la Challenger Class participarán en cada una de las carreras. Cada piloto competirá en cinco carreras a lo largo de la temporada. El piloto que más puntos acumule al final de la temporada será coronado Campeón de la Copa Challenger.
| Puesto | 1° | 2° | 3° | 4° | 5° | 6° |
| ------ | -- | -- | -- | -- | -- | -- |
| Puntos | 10 | 8  | 6  | 4  | 2  | 0  |

## Puertas
Las puertas (o "Air gates") son pilones hinchables de 25 metros de alto separados de 10 a 15 metros entre sí y es donde deben pasar los pilotos. Si el piloto debe pasar con una maniobra con un giro vertical la puerta será de 10 metros aproximadamente entre cada pilón y si se pasa horizontal será de 12 a 15 metros. El primer prototipo de pilón fue desarrollado por Martin Jehart de Bellutti Protection Systems, una empresa de ingeniería austriaca que se especializa en la fabricación de materiales técnicos y lona. Inicialmente utilizaron un globo de látex para pruebas de choque y estudios aerodinámicos y, después de muchas pruebas e investigaciones, decidieron usar una combinación de diferentes materiales, el componente crucial es el spinnaker ripstop nylon, un material extremadamente ligero y flexible que se utiliza para fabricar velas para embarcaciones. Esto probaría ser un gran avance en el desarrollo de las Puertas produciendo un pilón que se rasgaría instantáneamente cuando fuera alcanzado por un avión. Más de 70 pruebas del pilón se llevaron a cabo en el suelo usando un automóvil con un ala atada en el techo antes de que estuvieran listas para someterse a pruebas con un avión real. El piloto húngaro, Péter Besenyei, trabajó estrechamente con el equipo e intentó el primer impacto deliberado en el pilón a principios de 2003 con resultados positivos. Las primeras Puertas Aéreas, que eran cilíndricas, finalmente fueron utilizadas en las primeras Carreras Aéreas de Red Bull celebradas en Austria y Hungría más tarde ese año.
Las Air Gates desempeñan un papel vital en la Red Bull Air Race, pero también deben cumplir demandas complejas y contradictorias. Tienen que ser lo suficientemente delicados para explotar en el instante en que son tocados por un avión y lo suficientemente resistentes para permanecer estacionarios en todas las condiciones climáticas, incluido el clima tormentoso y los vientos fuertes. Los primeros pilones cilíndricos cumplían el primer criterio, pero demostraron ser demasiado inestables en el viento.
La respuesta llegó en 2004 con el diseño del cono. Estos pilones miden 5 metros a través de la base y 0.75 metros en su punta. Dentro del mismo, se mantiene un nivel de presión relativamente alto y cuidadosamente monitoreado mediante el uso de potentes sopladores eléctricos de gasolina que ayudan a mantener las compuertas de aire fijas incluso en condiciones de viento.
Las Air Gates de hoy pueden soportar velocidades de viento de hasta 60 km / h (37 mph) sin que se vuele. Su estabilidad se refuerza aún más con 12 anclajes de tierra, cada uno lo suficientemente fuerte como para contener 1,200 kilogramos (2,600 lb). Para carreras sobre el agua, las puertas de aire están aseguradas a una barcaza flotante que tiene anclajes de estabilidad. Están compuestas de seis secciones unidas por cremalleras y velcro para permitir un reemplazo rápido si es dañado por un avión.

## Pilotos que participaron en el campeonato
En 'negrita aparecen los pilotos que participaron en la Temporada 2016.

Los pilotos con (Ch) participan en la clase Challenger. 
- Austria: Hannes Arch†
- Hungría: Peter Besenyei
- Reino Unido: Nigel Lamb, Paul Bonhomme, Steve Jones, Ben Murphy, Glen Dell
- Estados Unidos: Mike Mangold, Kevin Coleman (Ch), Kirby Chambliss, Michael Goulian, David Martin
- Alemania: Matthias Dolderer, Florian Berger (Ch), Klaus Schrodt, Claudius Spiegel Archivado el 9 de mayo de 2019 en Wayback Machine. (Ch)
- Australia: Matt Hall
- Francia: Nicolas Ivanoff, François Le Vot, Mélanie Astles (Ch), Mikaël Brageot
- España: Alejandro Maclean†, Juan Velarde
- Canadá: Pete Mcleod
- Japón: Yoshihide Muroya
- Rusia: Sergey Rakhmanin
- Chile: Cristian Bolton
- Eslovenia: Peter Podlunšek
- Lituania: Jurgis Kairys
- República Checa: Martin Šonka, Petr Kopfstein
- Brasil: Francis Barros Archivado el 19 de julio de 2019 en Wayback Machine. (Ch), Adilson Kindlemann
- Polonia: Lukasz Czepiela (Ch)
- Suecia: Daniel Ryfa (Ch)
- Sudáfrica: Glen Dell
- Países Bajos: Frank Versteegh
- Malasia: Halim Othman Archivado el 19 de julio de 2019 en Wayback Machine. (Ch)
- Hong Kong: Kenny Chiang Archivado el 19 de junio de 2019 en Wayback Machine.

## Campeones

### Master Class(Campeonato Mundial)
| Referencias: |                   |                |                 |
| Temporada    | Campeón           | Segundo        | Tercero         |
| 2003         | Péter Besenyei    | Klaus Schrodt  | Kirby Chambliss |
| 2004         | Kirby Chambliss   | Péter Besenyei | Steve Jones     |
| 2005         | Mike Mangold      | Péter Besenyei | Kirby Chambliss |
| 2006         | Kirby Chambliss   | Péter Besenyei | Mike Mangold    |
| 2007         | Mike Mangold      | Paul Bonhomme  | Péter Besenyei  |
| 2008         | Hannes Arch       | Paul Bonhomme  | Kirby Chambliss |
| 2009         | Paul Bonhomme     | Hannes Arch    | Matt Hall       |
| 2010         | Paul Bonhomme     | Hannes Arch    | Nigel Lamb      |
| 2011 - 2013  | Cancelada         | Cancelada      | Cancelada       |
| 2014         | Nigel Lamb        | Hannes Arch    | Paul Bonhomme   |
| 2015         | Paul Bonhomme     | Matt Hall      | Hannes Arch     |
| 2016         | Matthias Dolderer | Matt Hall      | Hannes Arch†    |
| 2017         | Yoshihide Muroya  | Martin Šonka   | Pete McLeod     |
| 2018         | Martin Šonka      | Matt Hall      | Michael Goulian |

### Challenger Class
| Año  | Campeón                                                            | Líder de las puntuaciones                                          | Líder de las puntuaciones |
| ---- | ------------------------------------------------------------------ | ------------------------------------------------------------------ | ------------------------- |
| 2014 | Petr Kopfstein                                                     | François Le Vot                                                    | François Le Vot           |
| 2015 | Mikaël Brageot                                                     | Mikaël Brageot                                                     | Mikaël Brageot            |
| 2016 | Florian Bergér                                                     | Florian Bergér                                                     | Florian Bergér            |
| 2017 | Florian Bergér                                                     | Florian Bergér                                                     | Florian Bergér            |
| 2018 | Luke Czepiela Archivado el 19 de julio de 2019 en Wayback Machine. | Luke Czepiela Archivado el 19 de julio de 2019 en Wayback Machine. | Florian Bergér            |

## Pilotos destacados

### Número de victorias

#### Master Class
| Ranking | Piloto            | Victorias |
| ------- | ----------------- | --------- |
| 1°      | Paul Bonhomme     | 19        |
| 2°      | Hannes Arch       | 11        |
| 3°      | Mike Mangold      | 9         |
| 4°      | Kirby Chambliss   | 8         |
| 5°      | Péter Besenyei    | 8         |
| 6°      | Yoshihide Muroya  | 7         |
| 7°      | Matt Hall         | 7         |
| 8°      | Martin Šonka      | 6         |
| 9°      | Nicolas Ivanoff   | 5         |
| 10°     | Matthias Dolderer | 3         |
| 11°     | Michael Goulian   | 3         |
| 12°     | Steve Jones       | 2         |
| 13°     | Nigel Lamb        | 1         |
| 14°     | Pete McLeod       | 1         |

#### Challenger Class
| Ranking | Piloto                                                             | Victorias |
| ------- | ------------------------------------------------------------------ | --------- |
| 1       | Florian Bergér                                                     | 9         |
| 2       | Daniel Ryfa                                                        | 8         |
| 3       | Mikaël Brageot                                                     | 4         |
| 3       | Kenny Chiang Archivado el 19 de junio de 2019 en Wayback Machine.  | 4         |
| 3       | Luke Czepiela Archivado el 19 de julio de 2019 en Wayback Machine. | 4         |
| 6       | Kevin Coleman                                                      | 3         |
| 6       | Petr Kopfstein                                                     | 3         |
| 6       | Francois Le Vot                                                    | 3         |
| 9       | Cristian Bolton                                                    | 2         |
| 9       | Halim Othman                                                       | 2         |
| 11      | Mélanie Astles                                                     | 1         |
| 11      | Dario Costa                                                        | 1         |
| 11      | Claudius Spiegel                                                   | 1         |

## Localizaciones de las carreras
Asia-Pacífico

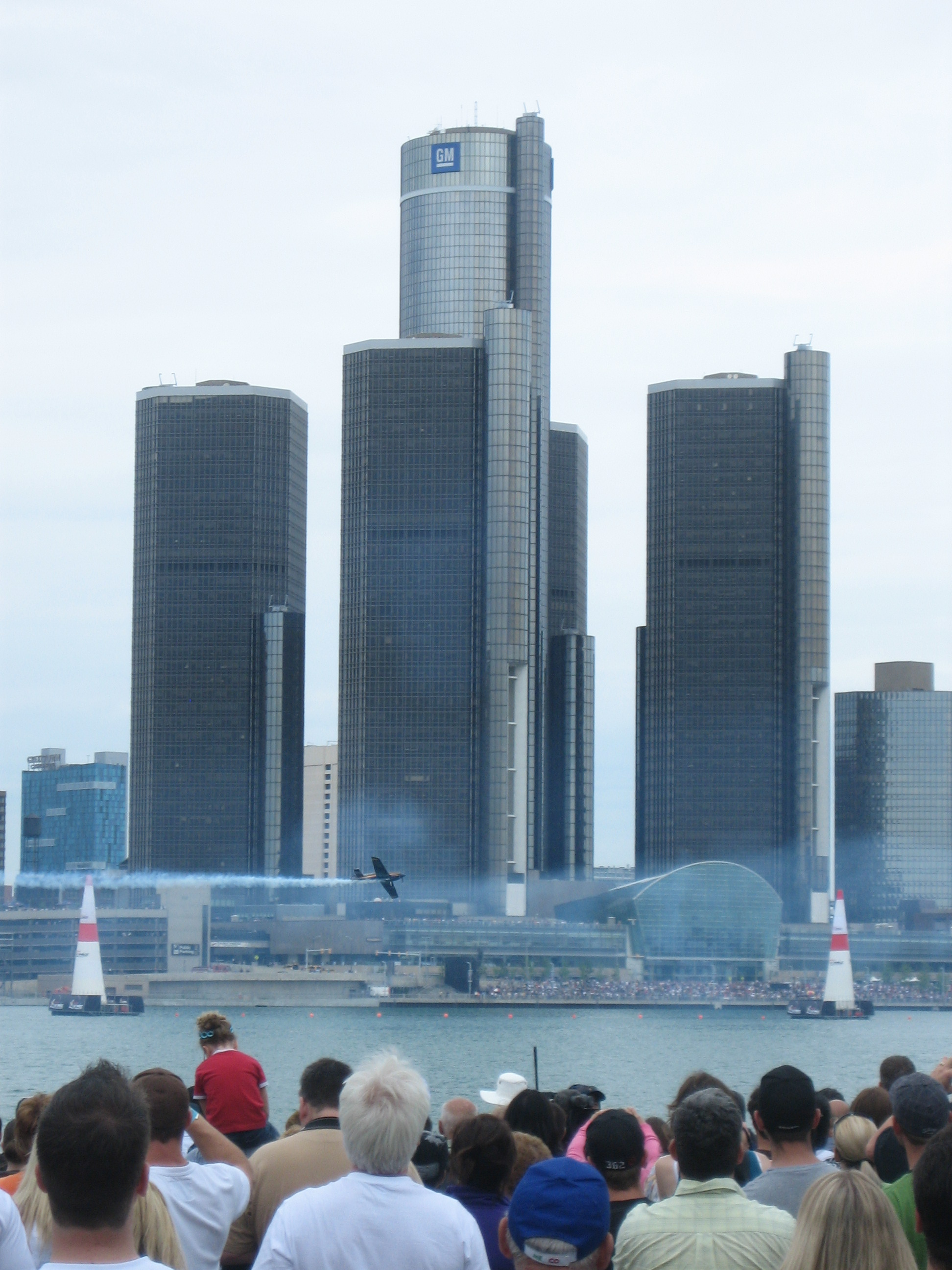
Red Bull Air en Detroit-Windsor.

- Río Swan (2006 - 2008, 2010)
- Pekín (2014)[4]
- Puerto Zayed (2005 - presente)
- Makuhari (2015 - presente)
- Putrajaya (2014)

Europa
- Zeltweg (2003, 2005)
- Red Bull Ring (2014 - presente)
- Rovinj (2014 - 2015)
- Berlín (2006)
- EuroSpeedway Lausitz (2010, 2016 - presente)
- Río Danubio (2003 - 2010,[5] 2015 - presente)
- Roca de Cashel (2005)
- Erasmusbrug (2005, 2008)
- Gdynia (2014)
- Río Douro (2007 - 2009)
- Lisboa (2010[6])
- San Petersburgo (2006[6])
- Sochi (2015[7])
- Barcelona (2006 - 2009[8])
- Interlaken (2007)
- Estocolmo (2008[9])
- Cuerno de Oro (2006 - 2007)
- Longleat House (2005 - 2006)
- Aeropuerto Cotswold (2004)
- Río Támesis (2007 - 2008)
- Hipódromo de Ascot (2014 - presente)

América
- Valle de los Monumentos (2007)
- Reno (2004)
- San Diego (2007 - 2009)
- San Francisco (2005 - 2006)
- Detroit (2008)
- Nueva York (2010)
- Texas Motor Speedway (2014 - 2015)
- Indianapolis Motor Speedway (2016 - presente)
- Las Vegas (2014 - presente)
- Windsor (2009 - 2010)
- Río de Janeiro (2007, 2010)
- Acapulco (2007[6])

## Aviones
Son aviones diseñados para realizar acrobacia y que cuentan con gran resistencia a las aceleraciones. Se caracterizan por un diseño pequeño, un tanto redondeado y muy ligero. Se utilizan los siguientes modelos:
- Zivko Edge 540: Zivko, de Oklahoma, EE. UU., tenía una misión de producir un avión que pudiera realizar maniobras precisas a velocidad estándar y dejan un gran espacio para los profesionales para desarrollar nuevos récords. Es un avión monoplaza (aunque hay una versión biplaza) con las alas muy rígidas. El Edge 540 tiene el empuje más alto por peso en competencia con cualquier otra aeronave. El uso de un tubo de acero con marco compuesto de carenados da un resultado muy ligero, duradero y estable.

- MX2 (MXS Technologies): es una nueva generación de aviones acrobáticos diseñado utilizando avanzados modelados sólidos con énfasis en la eficacia aerodinámica. El MXS espera establecer un nuevo estándar en el diseño global de aviones para la Red Bull Air Race. El MXS está solo en la medida en que está construido totalmente de la "Aeronáutica" grado de fibra de carbono que proporciona resistencia y durabilidad superior, nunca antes visto en un avión de este tipo. El resultado es un avión capaz de volar en una amplia gama de velocidades, dando al piloto la posibilidad de volar se vuelve muy fuerte en giros a bajas velocidades aerodinámicas.

- Extra 300: el formato de competencia de la Red Bull Air Race requiere un nivel de aviones que hasta ahora no se ha producido en la historia de la aviación en un nivel de certificación oficial. El avión cumple con los estrictos y exigentes límites de la Autoridad de Aviación alemana "LBA", el que actúe como autoridad de la AESA (Agencia Europea de Seguridad Aérea). El diseño presta especial atención a un ala aerodinámica optimizada para baja fricción y alta elevación. El peso total se redujo notablemente en los límites técnicos para la operación segura. El resultado es un avión capaz de volar en una amplia gama de velocidades, dando al piloto la posibilidad de volar se vuelve muy fuerte en giros a bajas velocidades aerodinámicas.